# Hippospongia densa
Hippospongia densa är en svampdjursart som beskrevs av Lendenfeld 1889. Hippospongia densa ingår i släktet Hippospongia och familjen Spongiidae.
Artens utbredningsområde är havet utanför Indien. Inga underarter finns listade i Catalogue of Life.